# ダルマス1世・ド・スミュール
ダルマス1世・ド・スミュール（フランス語：Dalmace Ier de SemurあるいはDalmas, 980年/985年頃 - 1048年頃）は、ブルゴーニュの貴族、スミュール＝アン＝ブリオネ領主。
ジョフロワ1世・ド・スミュール（930年以前/955年 - 960年/1020年）と、初婚の妻であるブリウド副伯ダルマス2世（フランス語：Dalmace II）の名前不明の娘（935年/950年以前 - 962年/985年以前）との間に長男として生まれた。
実弟の他、父と継母マオー・ド・シャロンの間に生まれた多くの異母弟妹がいたとされる。

## 親族

### 弟
- ルノー（？ - 1040年以前頃） - 母を同じくする実弟。

### 異母弟妹
- ジョフロワ1世（987年頃 - 1037年） - ドンジー卿。ドンジー領主就任以前はジョフロワ2世を名乗っていた[2]。妻アデライード・ド・ギネ（985年頃 - 1017年）の死を深く悲しんだが、聖ベネディクトゥスの遺跡であるペレシー（現 ペレシー＝レ＝フォルジュ）修道院への巡礼によって立ち直る。神から祝福されたとされる修道女レインガルド・ド・ スミュールの父。
- ランベール（988/9年 - 1015年頃） - ヴォー伯、トロサにて生誕。
- ティボー（990年頃 - 1065年） - シャロン伯。母方のおじ、シャロン伯ユーグ1世の娘と推測されるエルマントルド・ドータンと結婚した。ダルマスの末弟であったとされる。
- ブランシュ（986年以降/生没年不詳） - ティエール副伯エティエンヌ2世・ド・ティエルン（985年以降 - 1060年）と結婚した。ギヨーム・ド・ティエルンの母。

### 甥・姪
- エルヴェ・ド・ドンジー（1010年頃 - 1055年） - ドンジー卿ジョフロワ1世の長男。ドンジー卿（1010年 - 1055年）。叔父の娘で従妹に当たるマティルド・ド・シャロン（後述）と結婚。後のドンジー卿ジョフロワ2世の父。
- マティルド・ド・シャロン（1022年頃 - ?） - ティボーの長女。上述の従兄ドンジー卿エルヴェと結婚。
- アデライード・ド・シャロン（1025年 - ?） - ティボーの次女。おばブランシュの子で従兄に当たるギヨーム・ド・ティエルンと結婚。
- ギヨーム・ド・ティエルン（1015年 - 1075年） - ブランシュの長男。後のティエール副伯ギヨーム2世。上述の従妹に当たるアデライードと結婚。

## 生涯
優れた資質を持つ領主で、彼と同じ時代を生きた人々は彼をル・グラン（仏:Le Grand,大卿）と呼んだ。
彼は家族を愛する正義感が強い熱心なキリスト教徒であり、近隣の領主からクリュニー修道院に教会荒らしに行くことを誘われたが、参加を拒否した。これらの教会荒らし行為に関してはローマ教皇ベネディクトゥス8世（1012年 - 1024年）が非難している。
1032年、フランス王ロベール2世とダルマスの長女エリーの夫であったブルゴーニュ公ロベール1世が、実姉であるフランス王女アデライードがヌヴェール伯ルノー1世（ヌヴェール伯ランドリーの息子）と結婚した際に持参金としたオセール伯領の統治権はブルゴーニュ公国にあると主張し対立した。
そのためロベール1世とルノー1世の間で戦争になり、家族思いで正義感の強いダルマスはルノー1世に加勢して戦ったとされ、その戦いは1040年5月24日、セニュレにて開戦したとされる。
この衝突の間にルノー1世は殴打され殺害された。ロベール1世はダルマスが自分とは義理の親子であるのを承知で襲い掛かり殺害し、介入したダルマスの四男ジョスランも同様に殺害したとされる。
しかし、この戦いにおけるダルマス父子の死は史実ではない可能性が高く、ロベール1世によるダルマス1世父子殺害は1048年-1050年頃にしか起こりえないとされている。

## 子女一覧
1013年頃、アランブルジュ・ド・ブルゴーニュ（988／99年 - 1016/25年?）と結婚した。アランブルジュはヴェルジー家出身のダルマス父の再婚相手であるブルゴーニュ公アンリ1世未亡人マオー（968年 - 1015年頃）と前夫の娘である。アランブルジュとの間に以下の子女がいる。
1. エリー（エリエットとも）（1015年頃 - 1055年以降の4月22日） - エルヴィー、またはエルムガルドと誤記されることがある[7]。スミュールにて出生。1032年にブルゴーニュ公ロベール1世老公（1011年以前 - 1076年）と結婚。実父を夫のロベール1世に殺害された後に離婚した。離婚後は弟ジョフロワ2世がいるマルシニー修道院に隠遁し余生を過ごしたと伝えられている[8]。
2. ユーグ（1024年 - 1109年） - 聖ユーグとして知られる。クリュニー修道院長。
3. ジョフロワ2世（1018年/1025年以前 - 1090年） - 5代目のスミュール領主。アエリー（またはアリックス、1030年以前 - 没年不詳）という女性と結婚した[9]。領主を辞し、息子1人と娘3人を連れて一緒にクリュニーに身を移した後、マルシニー修道院に隠棲、その後マルシニー修道院長となる。
4. アンドレ（1025年以降 - 1070年頃） - 1063年以前に自分が支配していたラ・ロシュ＝ミレにあるモルヴァン（フランス語版）の土地を兄ジョフロワ2世を通し、マルシニー修道院に寄付したとされる[10]。
5. ジョスラン（JosserandまたはJoceran）（985年 - 1045/8年） - 父ダルマスと義兄ロベール1世の紛争に介入している間、父と同時にブルゴーニュ公国の2人の兵士によって殺害された。ロベール1世は事件後に聖ユーグがいるクリュニー修道院に来て懺悔し罪を告白している[11]。
6. ダルマス（1020年頃 - 1054/70年） - 若卿と称される。モンタギュー、ドロワとトレモンの領主。彼はよく長兄ジョフロワの特許状に引用されている。名前不明の妻との間に2人の息子がいた  ：長男ルノー　父の後モンタギュー卿を継承。次男ユーグ（1136年没）　オセール司教、サンジェルマン・ド・オセール修道院（フランス語版）長。ユーグ・ド・モンタギューとも呼ばれた[12]。
7. アデライード（アエリー） - ブルボネーのダルマス・ド・シャテル＝モンターニュ男爵夫人としても知られる。ブリエノンの広大な領地とヴィトリー＝レ＝パライユの統治権を結婚の持参金とした[13]。1066年にマルシニー修道院（フランス語版）に入り[14]、息子ピエール・ド・シャテルの同意を得て、ヴィトリーとブリエンノンからマルシニーの修道院に多額の寄付をしている[15]。
8. マティルド（マオー）（1030年 -?） - ラ・モット＝サン＝ジャン卿ギシャール・ド・ブルボン＝ランシーと結婚し夫と死別し寡婦となった後、1082年にマルシニー修道院に入る。
9. セシル[16]
10. エーヴルまたはウーエレ
11. エルマンガルド[17] - 1061年にマルシニー修道院で初の女子修道院長となった[18]。
12. ルノー（1016年頃 - 1040以前） - バール＝シュル＝オーブ女伯アデール・ド・バール（1010年頃 - 1053年）と結婚した[19]。

## ブルゴーニュ公ロベール1世による殺害
長女エリーの婿、ロベール1世は暴力的で気性が激しかったとされる。このことはアーネスト・プチ、ユージン・ジャリーによって取り上げられたが、歴史学者ジャン・リチャード は否定的であり、この説はE.プチ によって開発された論文と同一である。  歴史家ジャン・リチャードは反論し 、そしてその部分として、ダルマース（または彼が書いているようにダマスカス）の死について以下のように書くにとどめている。
ダルマス1世・ド・スミュールの死について知る者はいない
彼はそれにもかかわらず以下のように記述している：   
イルデベール（イルデベール・ド・ルマン）は、ブルゴーニュ公ロベール1世が彼を殺した"プロプリア・マヌ（手描きの署名の意）"の存在を報じ、ブリオネーを研究する歴史家は彼がオーセロワの戦いの最中に死んだと推測させた。E・プチに関しては、彼はダルマス1世の子ジョスランの死に加え、「ブルゴーニュの2人の兵士」によって殺害されたとした。
 同じ歴史家、マイヤール・ド シャンブレによる解釈（N.-D. スミュール=アン=ノーソワの教会の歴史25）に従って、ダルマスは彼のロベール1世が出席した宴会で毒殺されたと仮定している。
しかしながら、これは歴史家ブレッドは、ダルマスの死後、1250年以降にのみノートルダム教会で行われたゴンドフォルス王朝での宴会を表しているらしいとしている。
聖トーマ伝説の他の場面で踊り手の体をねじらせるような動きは服毒させられたダルマス1世の痙攣に例えられている。
この誤訳は、2つのセムールを混同したコートペの仕業である。コートペは、セムール・アン・ブリオネ城からエリー公爵夫人の印章が発見されたことを知っていた。それにもかかわらず、ロベール1世がダルマスの殺害を償うためにセムールのノートルダム寺院を建設したと断言した。
もう一説では、ロベール1世が一緒に食事を取っている最中に義父ダルマスと喧嘩になり、その後の怒りをくすぶらせたロベール1世がその後でダルマスを待ち伏せて殺害し、 そして、ダルマス殺害時に事件に介入したダルマス1世の実子で義弟に当たるジョスラン  も殺害したとされる。

## 居城

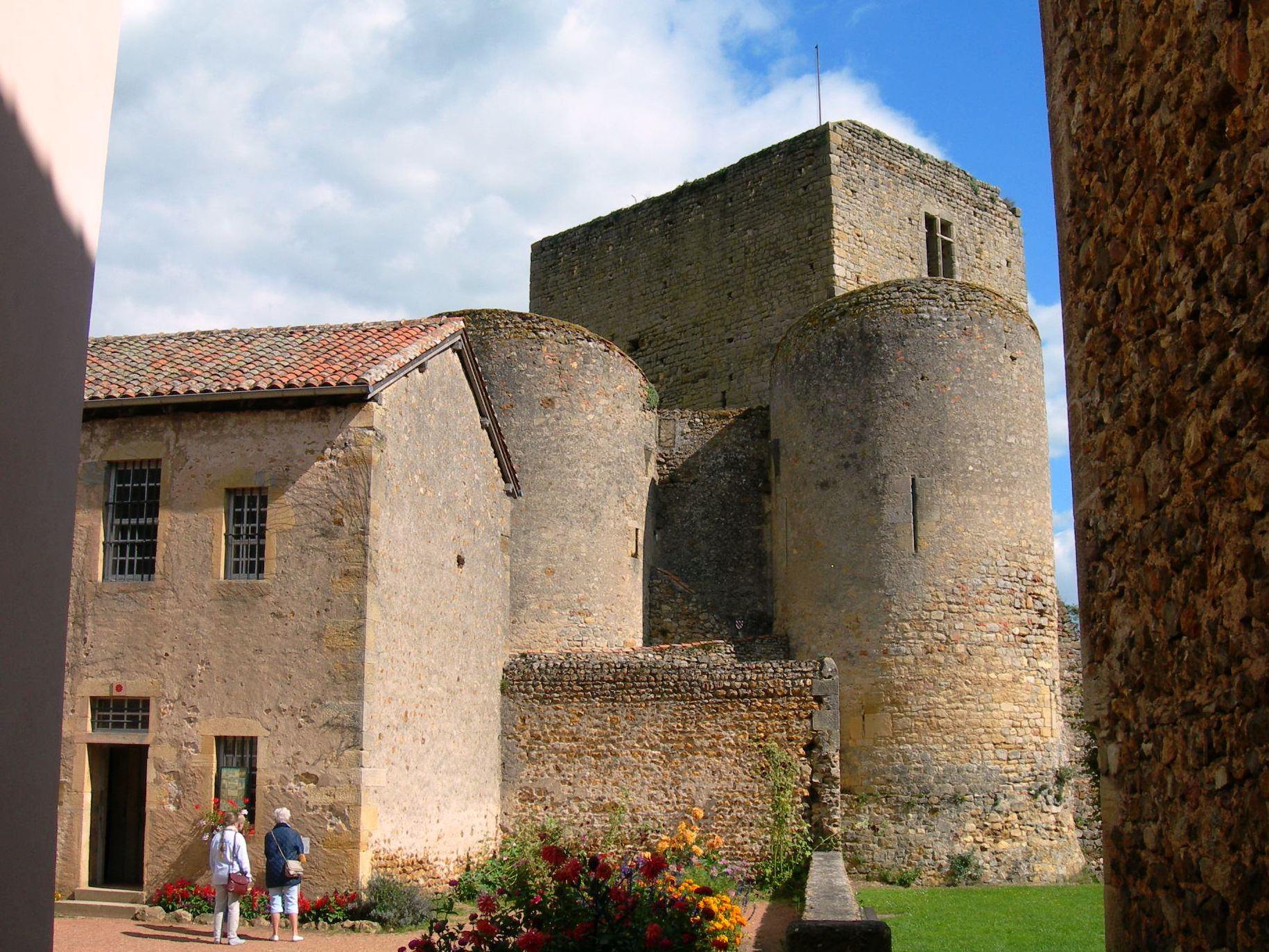
スミュール城